# P53

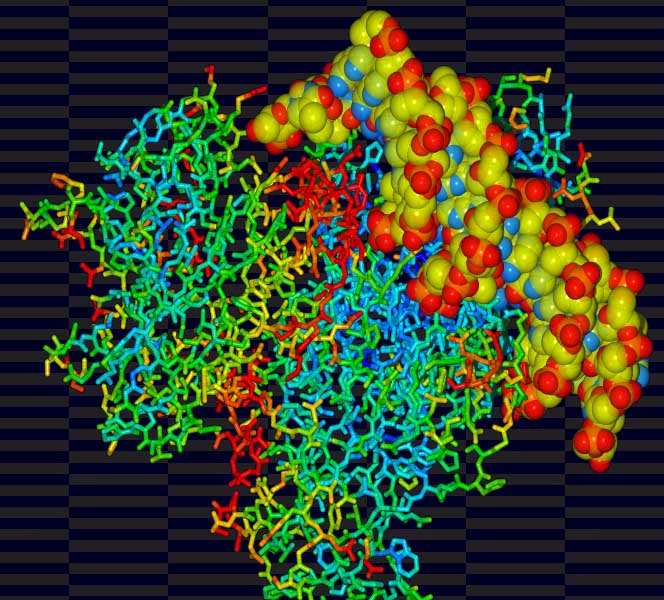
A humán p53 fehérje kötődik egy rövid DNS fragmentumhoz.

A p53 gén, más néven TP53 a 2.7.1.37-es EC számú fehérjét kódolja, mely a sejtciklus szabályozója és tumorszupresszor is egyben. A soksejtű élőlények számára kulcsfontosságú, hogy visszaszorítsák a daganatok kialakulását. A p53-at a genom őrzőjének is nevezik, utalva ezzel a genom mutációk elleni védelemben játszott szerepére (Strachan and Read, 1999). A neve a molekulatömegére utal, mivel SDS-PAGE (nátrium-dodecil-szulfát – poliakrilamid-gél-elektroforézis) során annyit halad a gélen, mint egy 53 kilodalton tömegű fehérje.

## Elnevezés
- Hivatalos név: Celluláris tumor antigén p53
- Szinonimák
  - Tumor szupresszor p53
  - Foszfoprotein p53
  - Antigén NY-CO-13

## Gén

Az ember 17-es génje

A humán p53 gén a 17-es kromoszóma rövid karján található a 13.1-es pozícióban.
A helyét más állatokon is megállapították:
- Egér – 11-es kromoszóma
- Patkány – 10-es kromoszóma
- Kutya – 5-ös kromoszóma
- Sertés – 12-es kromoszóma

## Szerkezet
A p53 fehérje egy foszfoprotein, mely 393 aminosavból áll. 
4 egysége vagy doménje van:
1. A transzkripciós faktort aktiváló domén.
2. A specifikus DNS szekvenciát felismerő core (mag) domén.
3. A fehérje tetramerizációjáért (négyes egységbe szerveződéséért) felelős domén.
4. A sérült DNS-t, vagyis bázispárosodási hibát és egyszálú szakaszokat felismerő domén.

A vad típusú p53 nem stabilis, tartalmaz szerkezeti elemeket és a szerveződésben részt nem vevő egységeket is, melyek szinergista módon képesek funkcionálni (Bell et al. 2002).

## Funkció
A p53 számos tumorellenes mechanizmussal bír:
- DNS károsodást helyreállító fehérjéket aktiválhat.
- Képes blokkolni a sejtciklust a G1/S átmenetben.
- Apoptózist, azaz sejthalált is kiválthat.

A normális p53 inaktív, az MDM-2 fehérjéhez van kötve, így működése gátolt. Ezenkívül az MDM-2 fehérje ubikvitin-ligázként működve a p53 bontásához is hozzájárul. A p53 fehérjét számos rákkeltő hatás indukálhatja, úgy mint UV-sugárzás, onkogének vagy DNS károsító vegyszerek. A DNS hibáját a sejtciklus ellenőrző pontjai érzékelik és arra serkentik az ATM (Ataxia Telangiectasia mutált), Chk1, Chk2 kinázokat, hogy foszforilálják a p53-at az MDM-2-höz közeli helyeken, ezáltal a p53 felszabadulását és lebomlásának lassítását okozzák, így szabad, aktív p53 halmozódik fel a sejtben. Hasonló módon járnak el az onkogének, melyek a p14ARF fehérje által érik el hatásukat. 
A p53 azáltal viszi véghez feladatát, hogy a DNS azon régiójához kötődik, mely a p21 nevű fehérjét kódolja, kifejezésre serkenti a gént, a p21 pedig a sejtciklus folytatása szempontjából fontos ciklin-ciklin-dependens kinázok gátlását képes előidézni úgy, hogy a fehérjék közé kötődik.
Kutatások kimutattak kapcsolatot a p53 és más fontos tumorellenes gének, a Retinoblastoma tumorszupresszor gén (RB) ill. a H2AX, egy speciális tumorszupresszor hisztonfehérjét termelő gén jelátviteli útvonalai között (Bates et al, 1998).

## Szerepe a betegségekben
Ha a p53 gén megsérül, a tumorok visszaszorítása jelentős kárt szenved. Azok az egyének, akik a p53 génjének csak egy kópiáját öröklik, nagyobb valószínűséggel fognak szenvedni valamilyen tumortól. A p53 a sejtekben is károsodhat mutagén hatásokra, vegyszerekre, sugárzásra vagy vírusok miatt. A humán tumorok több mint 50%-ában kimutatható a p53 valamilyen mutációja.
Egészséges egyénben a p53 állandó képződésen és lebontáson megy keresztül. A lebontás kapcsoltban van az MDM-2-vel. Egy negatív visszacsatolás részeként a p53 indukálja az MDM-2-t. Így a mutáns p53 nem indukálja azt, ezzel is lehetővé téve a nagy mértékű feldúsulását. Sőt a mutáns p53 képes inaktiválni a megfelelő p53-at (Blagosklonny, 2002).

## Potenciális terápiás célpont
In vitro p53 bejuttatása a p53-deficiens sejtekbe gyors tumorsejt-elhalást okozott, ezzel is növelve a hozzá fűzött reményeket. Ha egy rendszer hibás, a legtöbb kapcsolódással rendelkező pontját kell rendbehozni. A p53 ilyen a sejtben (mint a hub a számítógépes hálózatokban). Ezért a legfőbb feladat a tumorsejtekben visszaállítani a p53 gén eredeti szekvenciáját, hiszen ezen sejtekben az esetek felében találni mutációt (Vogelstein et al 2000).
Számos stratégiát kipróbáltak már a p53 funkciójának visszaállítására a rákos sejtekben. Találtak fehérjéket, melyek képesek a mutáns p53-at megjavítani azáltal, hogy konformációját addig változtatják, míg az újra funkcióképes nem lesz. Lehetséges terápiás célpont lehet a Hsp90 hősokk fehérje, mely in vivo is kapcsolatba lép a p53-mal.
Az adenovírus a gazdasejtben sokszorozódik azáltal, hogy olyan fehérjéket bocsát ki, melyek a gazdasejtet a virális DNS megkettőződésére kényszerítik. Az adenovírusok egyes tumorok kialakulásában szerepet játszanak. Fordulatot jelentett, mikor az adenovírusokat kezdték használni tumorellenes terápiákban. Az ONYX-015 egy módosított adenovírus, amely szelektíven képes sokszorozódni a p53-deficiens rákos sejtekben, de normál sejtekben nem. Annak a vírusnak a módosításából jött létre, mely az E1B fehérjét fejezi ki, ez pedig inaktiválja a p53-at. A p53 hatásának visszaszorítása fontos a vírus replikálódása szempontjából. A módosított verzióban az E1B-t törölték. Azt várták, hogy a vírus a tumorsejteket megtámadja, azokban sokszorozódik, majd továbbterjed a malignus szövetben. Azok a sejtek, melyekben a vírus többszöröződni képes, szétesnek, így a tumor is felszívódik.
Az ONYX-015-tel egereken végzett preklinikai kísérletek biztatóak. Azonban a klinikai kísérletek korántsem. Csak olyan esetben volt látható jelentős javulás, melyben a vírust kombinálva alkalmazták kemoterápiával (McCormick, 2001). A gondot az E1B okozhatja, melynek az újabb felfedezések nyomán kiderült, a vírus számára más esszenciális funkciói is vannak. A vírus használatának klinikai sikertelenségét okozhatja az is, hogy a tumort a vírus számára csak nehezen átjárható fibrotikus szövet veszi körül.

## Története
A p53-at 1979-ben azonosították Arnold Levine Princeton University-ről, David Lane Imperial Cancer Research Fund-tól és Lloyd Old a Sloan-Kettering Memorial Hospital-ból. Azonban már előtte felvetették létezését, mint az SV40 tumorkeltő vírus lehetséges célpontjaként.
Habár kezdetben onkogénnek hitték, 1989-ben bebizonyosodott tumorellenes hatása.
1993-ban a Science magazin az év molekulájának választotta (lásd További információk).